# Headbangers Ball
Headbangers Ball – program telewizyjny, prezentujący muzykę w gatunku heavy metal, obecnie nadawany przez amerykańską stację telewizyjną MTV2. Pierwsza emisja miała miejsce 18 kwietnia 1987 roku prezentując heavy metal oraz hard rock w późnych godzinach nocnych. The Ball, jak powszechnie zwykło się mówić o programie, został wprowadzony na antenę w zastępstwie Heavy Metal Mania (emitowany od 1985 roku).
Headbangers Ball zaliczany jest do grona najpopularniejszych emisji w historii MTV, prezentując w latach 80. XX wieku odmienną od dominującej w owym czasie stylistyki hair metal. Na przestrzeni lat gościnnie w programie wystąpili (w cyklu podróże) muzycy takich grup jak Alice in Chains, Megadeth, Danzig czy Van Halen.
Program emitowano nieprzerwanie do 1995 roku, kiedy to władze MTV zrezygnowały z emisji programu, ostatecznie z anteny usunięty został w 1996 roku. W miejsce Ball pojawiły się inne programy, np. Superock, prezentujący jednak popularne odmiany rocka. W 2003 roku przywrócono emisję programu, który do 2007 roku prowadził znany z występów w grupie muzycznej Hatebreed wokalista Jamey Jasta. Od 2011 roku program prowadzi Jose Mangin.